# Manis tricuspis
Il pangolino tricuspide o pangolino arboreo (Manis tricuspis Rafinesque, 1821) è un mammifero dell'ordine dei Pholidota.

## Descrizione

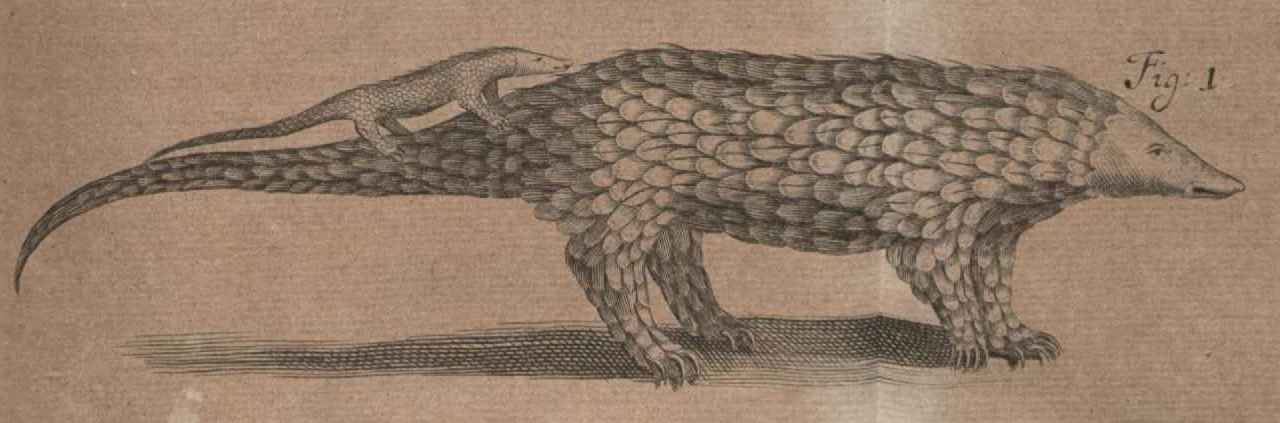
Rappresentazione di un pangolino in una tavola degli Acta Eruditorum del 1689

È un pangolino abbastanza piccolo: la lunghezza del corpo, testa compresa, è tra 33 e 43 cm; quella della coda tra 49 e 62 cm; la coda è prensile. Il nome della specie deriva dalla forma delle scaglie, che hanno tre punte. Le zampe sono corte, la testa piccola e il muso allungato. Ogni zampa termina con cinque lunghi artigli curvi.

## Biologia
La dieta consiste di formiche e termiti. È una specie notturna e arboricola, che scende raramente al suolo. È solitario e territoriale e marca il proprio territorio, come gli altri pangolini, con le secrezioni delle apposite ghiandole anali. I territori delle femmine sono più piccoli e non si sovrappongono tra loro; quelli dei maschi, più estesi, comprendono i territori di diverse femmine.

## Distribuzione e habitat
La specie è diffusa nelle foreste di una vasta zona dell'Africa sub-sahariana: dal Senegal a ovest al Kenya occidentale a est allo Zambia a sud.

## Conservazione
La IUCN Red List classifica Manis tricuspis come specie in pericolo (Endangered).